# Spider-Man (film, 2002)
Spider-Man je ameriški superjunaški film iz leta 2002, ki temelji na liku Spider-Mana iz Marvelovih stripov. Režiral ga je Sam Raimi, scenarij pa je napisal David Koepp in je prvi del Raimijeve filmske serije o Spider-Manu. V filmu igrajo Tobey Maguire, Willem Dafoe, Kirsten Dunst, James Franco, Cliff Robertson in Rosemary Harris. Zgodba spremlja najstnika Petra Parkerja, ki po ugrizu radioaktivnega pajka pridobi nadčloveške sposobnosti. Sprejme zamaskirano osebnost "Spider-Mana" in se začne boriti proti kriminalcem v New Yorku, pri tem pa se sooči z zloglasnim Zelenim škratom.
Razvoj akcijskega filma Spider-Man se je začel leta 1975, vendar je zaradi finančnih težav projekt zastal skoraj 25 let. Columbia Pictures je končno odobrila projekt leta 1999. Davida Koeppa so najeli, da je napisal scenarij. Preden so leta 2000 najeli Raimija, so predtem razmišljali, da bi najeli različne režiserje. Snemanje je potekalo v Los Angelesu in New Yorku od januarja do junija 2001. Danny Elfman je poskrbel za filmsko glasbo, medtem ko je Sony Pictures Imageworks poskrbel za vizualne prizore.
Spider-Man je bil premierno predvajan v gledališču Mann Village Theatre 29. aprila 2002, v ZDA pa je bil predvajan 3. maja. Film je prejel pozitivne ocene kritikov in občinstva, ki so pohvalili Raimijevo režijo, zgodbo, predstave, vizualne učinke, akcijske prizore in filmsko glasbo. To je bil prvi film, ki je zaslužil 100 milijonov dolarjev v enem samem vikendu, pa tudi najuspešnejši film, posnet po stripu v tistem času. Z zaslužkom v blagajnah v višini 826 milijonov dolarjev po vsem svetu je bil tretji najdonosnejši film leta 2002, najdonosnejši superjunaški film in šesti najdonosnejši film na splošno v času izida. Film je med številnimi drugimi priznanji prejel nominacije za najboljši zvok in najboljše vizualne prizore na 75. podelitvi oskarjev. Spider-Man je postal zaslužen za novo opredelitev sodobnega žanra superjunakov. Filmu sta sledili dve nadaljevanji, obe v režiji Raimija: Spider-Man 2 (2004) in Spider-Man 3 (2007). Maguire in Dafoe sta pozneje ponovno odigrala svoje vloge v filmu Spider-Man: Ni poti domov (2021), ki raziskuje koncept multiverzuma in povezuje trilogijo Raimija s kinematografskim vesoljem Marvel. 

## Vsebina
Med srednješolskim izletom srednješolec Peter Parker obišče genetski laboratorij univerze Columbia s svojim najboljšim prijateljem Harryjem Osbornom in svojo simpatijo Mary Jane Watson. Tam ga ugrizne radioaktiiven pajek, po vrnitvi domov pa nenadoma zboli. Medtem Harryjev oče Norman na sebi preizkusi kemikalijo, ki povečuje učinkovitost, da bi zagotovil vojaško pogodbo za Oscorp, podjetje, ki ga je ustanovil. Kemikalija povzroči, da ponori in ubije enega svojih znanstvenikov. 
Naslednji dan Parker razvije sposobnosti, podobne pajku, vključno z večjo močjo, čutili, okretnostjo in hitrostjo, izstreljevanjem organske mreže iz zapestij in sposobnostjo, da se oprime sten. V upanju, da bo kupil avto, da bi pritegnil pozornost Mary Jane, se Parker prijavi na podzemno rokoborsko prireditev in zmaga v svoji prvi tekmi, vendar mu odvzamejo nagrado. Kmalu zatem Parkerjevega strica Bena ubije tat, ki je ropal na rokoborbi in ki mu je Parker pustil pobegniti. Parker ga zasleduje, tat pa na koncu umre. Medtem ponoreli Norman sabotira test izdelka svojega tekmeca Oscorpa in ubije več ljudi.  
Po diplomi Parker začne uporabljati svoje sposobnosti za boj proti kriminalu, obleče kostum in sprejme ime "Spider-Man". J. Jonah Jameson, časopisni založnik Daily Bugle, najame Parkerja za fotografa, saj lahko zagotovi kakovostne slike Spider-Mana. Ko se Oscorpov upravni odbor odloči odstaviti Normana in prodati podjetje, jih Norman med festivalom dneva enotnosti napade v svoji preobleki. Spider-Man ustavi Normana in reši Mary Jane. Nato Jameson skrivnostnemu zamaskiranemu morilcu podeli ime "zeleni goblin". 
Zeleni Goblin ponudi Spider-Manu zavezništvo, vendar Spider-Man zavrne. Kmalu se spopadeta v goreči stavbi, Spider-Man pa pobegne, ko se v boju poškuduje. Zatem Parkerjeva teta May povabi Mary Jane, Harryja in Normana na večerjo ob zahvalnem dnevu. Med večerjo Norman opazi Parkerjevo poškodbo na roki in ugotovi, da je Parker v resnici Spider-Man. Kasneje Norman napade in poškoduje May, zaradi česar jo hospitalizirajo. Parker se še vedno ne zaveda Goblinove identitete, vendar se zaveda, da Goblin ogroža njegove bližnje. Med obiskom v bolnišnici, Mary Jane prizna Parkerju, da je zaljubljena v Spider-Mana, ki jo je že dvakrat rešil. Harry, ki hodi z Mary Jane, jo vidi, kako drži Parkerja za roko, in domneva, da do njega kaj čuti. Razburjeni Harry pove očetu, da Parker ljubi Mary Jane, s čimer nevede razkrije Spider-Manovo največjo slabost. 
Zvečer Zeleni Goblin ujame Mary Jane in tramvajski vagon, poln otrok. Spider-Manu pove, naj izbere koga bo rešil, nato pa oba spusti z mostu Queensboro. Spider-Man vse reši, nato pa jih zaradi varnosti spusti na bližnjo barko. Zlobni Goblin vrže Spider-Mana v zapuščeno zgradbo, nato pa ga brutalno pretepe. Ko Zeleni goblin razkrije svoje namene, da bo ubil Mary Jane, Spider-Man uporabi svojo moč, da se upre. Goblin razkrije svojo identiteto, Norman Osborn in prosi, da mu odpusti, medtem ko se na skrivaj pripravlja, da bo s svojo letečo desko zabodel Spider-Mana. Spider-Man, opozorjen s svojim pajkovim čutom, se napadu izogne, leteča deska pa namesto tega smrtno zabode Normana. Pred smrtjo Norman prosi Spider-Mana, naj Harryju ne razkrije njegove identitete. Spider-Man odnese Normanovo truplo v hišo Osbornovih, kjer se sooči s Harryjem, ki zgrabi pištolo. Preden ga Harry uspe ustreliti, Spider-Man pobegne.
Na Normanovem pogrebu Harry obljubi, da se bo maščeval Spider-Manu, ki ga ima za odgovornega za očetovo smrt. Mary Jane nato Parkerju prizna, da ga ljubi. Parker pa čuti, da jo mora zaščititi pred svojimi sovražniki, zato skriva svoja prava čustva in ji pove, da sta lahko le prijatelja. Ko Parker odide, se spomni Benovih besed: "Z veliko močjo, pride velika odgovornost." 

## Vloge
- Tobey Maguire – Peter Parker (Spider-Man)
- Willem Dafoe – Norman Osborn (Zeleni Goblin)
- Kirsten Dunst – Mary Jane Watson
- James Franco – Harry Osborn
- Cliff Robertson – Ben Parker
- Rosemary Harris – May Parker
- J. K. Simmons – J. Jonah Jameson